# Valarie Rae Miller
Pour les articles homonymes, voir Rae et Miller.
Valarie Rae Miller, née le 16 avril 1974 à Lafayette (Louisiane,  États-Unis) est une actrice américaine.

## Biographie et carrière
Bien qu'étant née à Lafayette, Valarie a grandi à Fort Worth, dans l'État de Texas. Elle s'intéressa très jeune à une carrière d'actrice. Pendant ses études d'art, elle joua d'ailleurs dans des publicités notables.
Professionnellement, Valarie est mieux connue pour jouer Original Cindy dans la série Dark Angel qui s'arrêta au bout de deux saisons. Le reste de sa filmographie comporte des productions telles que Hollywood Homicide, Hyper Tension (Crank), et elle a joué dans quatre épisodes de la série télévisée Dossier Smith (Smith) dont deux non diffusés. Elle participe également à la série Le Diable et moi, diffusée pour la saison 2007-2008.

## Filmographie

### Cinéma
- 1997 : La Disparition de Kevin Johnson
- 2002 : Chasseurs de primes
- 2003 : Hollywood Homicide
- 2006 : Hyper Tension (Crank)
- 2016 : La La Land : Amy Brandt
- 2017 : #Realityhigh de Fernando Lebrija : Mme Barnes

### Télévision
- 1993 : La Vie de famille (Family Matters)
- 1994 : Gladiators 2000
- 1997 : Malcolm & Eddie
- 1997 : Hollywood Confidential
- 1997 : In the House (2 épisodes): Paula
- 2000 - 2002 : Dark Angel (42 épisodes) : Cynthia « Original Cindy » McEachin
- 2006 : Dossier Smith (Smith) (saison 1, épisode 4) : Macy
- 2007 : Le Diable et moi (18 épisodes) : Josie
- 2009 : Life (saison 2, épisode 17): Erin Cordette
- 2009  : NCIS : Enquêtes spéciales (saison 7, épisode 2) : NCIS Special Agent Bryn Fillmore
- 2009 : Thank You for Washing (court-métrage) : Lauren
- 2009-2011 : Men of a Certain Age (5 épisodes) : Alexis
- 2013 : Shoes! (court-métrage) : Lefty (voix)
- 2014 : Mixology (saison 1, épisode 4) : Starr